# Kunzea montana
Kunzea montana là một loài thực vật có hoa trong Họ Đào kim nương. Loài này được (Diels) Domin mô tả khoa học đầu tiên năm 1923.